# A Phineas és Ferb szereplőinek listája
Ez a lista a Disney Channel Phineas és Ferb című sorozatának fő- és mellékszereplőit mutatja be.

## Flynn-Fletcher család

### Ferb Fletcher
(szinkronhangja: Thomas Sangster, magyar hangja: Timon Barnabás)
Phineas mostohatestvére (valószínűleg egyidősek), nagyon intelligens, de szűkszavú fiú. Szűkszavúságát Phineas bőbeszédűsége ellensúlyozza. Olyan is előfordul, hogy beszélne, de Phineas félbeszakítja, vagy nem figyel rá. Egy részben csak 1-2 mondata van (a rész végén). Az apjával Nagy-Britanniából költöztek Amerikába (brit akcentussal beszélnek). Phineas úgy jellemzi az első részben, hogy "Ferb inkább a tettek embere". Bármit meg tud építeni, bármit meg tud javítani, el tudja változtatni a hangját és sok hangszeren tud játszani, akárcsak Phineas. Akármilyen lehetetlen ötlete támad Phineas-nak, Ferb megépíti. Az egyik részben kiderül, hogy tetszik neki Vanessa Doofenshmirtz, az őrült tudós lánya. Az édesanyjáról nem tudunk meg semmit.
Kinézete: zöld hajú, feje hosszúkás, egyik szeme nagyobb, mint a másik, arca gyakran kifejezéstelen; fehér inget és hosszú lila nadrágot visel, amelyben lábai aránytalanul rövidnek látszanak (pedig igazából hosszúak)

### Candace Flynn
(szinkronhangja: Ashley Tisdale, magyar hangja: Papp Katalin, Pupos Tímea)
Phineas nővére és Ferb nővére, 15 éves. Két célja van: lebuktatni Phineas-t és Ferb-öt az anyjuk előtt, valamint "meghódítani" Jeremy-t. Ha Jeremy a közelben van, mindig zavarba jön, de próbálja leplezni (általában sikertelenül). Szereti a két öccsét, de néha az idegeire mennek. Egész nap mondogatja az anyjának, hogy mit csinálnak a testvérei, de ő nem hisz neki. Próbálkozásai, hogy lebuktassa őket, mindig kudarcba fulladnak. Jól tud énekelni (ha kijön az allergiája, akkor férfi hangja lesz) és tud játszani a B betűvel kezdődő hangszereken. Sokszor telefonál a barátnőivel (leggyakrabban Stacy Hirano-val). Fél Jeremy kishúgától, Suzy-tól, mert a kislány keresztbe tesz minden lánynak, aki szemet vet Jeremyre.
Kinézet: hosszú nyakú, hosszú vörös haja van, piros felsőt és fehér szoknyát visel

### Linda Flynn-Fletcher
(szinkronhangja: Caroline Rhea magyar hangja: Kiss Erika)
Phineas és Candace édesanyja és Ferb mostohaanyja. Miután hozzáment Lawrence Fletcher-hez, úgy tűnik, nem változtatta meg a nevét, mert a szereplők többsége Mrs. Flynn-nek szólítja (kivéve, amikor Isabella egyszer Mrs. Fletcher-nek szólította). Lindát tökéletes anyaként ábrázolják. Mindennap főzősuliba vagy valamilyen tanfolyamra jár, vagy kártyázik a szomszédaival. Játszott egy jazz-zenekarban Isabella és Jeremy anyjával, és az 1980-as években egyslágeres popsztár volt Lindana néven. A kedvenc együttese a Love Händel. Candace egész nap arról próbálja meggyőzni, hogy Phineas és Ferb valami őrült dolgot csinálnak otthon, de amikor Linda jelen van, minden normális, de amint elmegy, rögtön folytatódik az a bizonyos őrült terv. Előző férjéről nem tudunk semmit.
Kinézet: rövid, vörös haja van, fehér blúzt, sárga mellényt és barna nadrágot visel

### Lawrence Fletcher
(szinkronhangja: Richard O'Brian, magyar hangja: Megyeri János)
Ferb édesapja, Phineas és Candace mostohaapja. Ferbbel Nagy-Britanniából költöztek Amerikába (brit akcentussal beszélnek). Foglalkozása: régiségkereskedő. Kedves és megértő apa, de nem túl határozott. Néha felfedez valamennyit Phineas és Ferb találmányaiból, de ugyanúgy jár, mint Candace. Isabella az egyik részben Mr. Flynn-ek szólítja. Az előző feleségéről nem tudunk meg semmit.
Kinézet: barna hajú, szemüveges, fehér inget és kék nadrágot visel, mostohafiához, Phineashoz hasonlóan őt is oldalról mutatják.

### Betty Jo Flynn és Clyde Flynn
Linda Flynn szülei, Phineas, Candace és Ferb nagyszülei. Minden évben meghívják unokáikat és barátaikat nyaralni a tóparti házukhoz.
Betty Jo remekül görkorcsolyázik még idős korában is, akárcsak Jeremy nagymamája, akivel mindig versengtek, hogy melyikük a jobb.

### Winnie Fletcher és Reg Fletcher
Lawrence Fletcher szülei, Ferb, Phineas és Candace nagyszülei. Angliában élnek, gyakran meglátogatják unokáikat.

## Kacsacsőrű Kerry
(angolul: Perry the Platypus) (szinkronhangja: Dee Dradley Baker)
Kerry egy azúrkék színű kacsacsőrű emlős, a Flynn-Fletcher család háziállata. Valójában egy titkosügynök, aki azt a feladatot kapta, hogy "buta háziállatnak álcázza magát", és amint lehetőséget lát, menjen a főhadiszállásra és várja az utasításokat (ilyenkor barna kalapot hord és két lábon jár).Ennek ellenére több részben is látszik, hogy szereti gazdáit. Nagyon intelligens, de beszélni nem tud (csak morogni). A leggyakrabban Dr. Doofenshmirtz-et az őrült tudóst kell megakadályoznia őrült tervében. Nehezen bár, de mindig sikerül neki (a bevetés elején mindig fogságba esik). A végén mindig ő győz, és ezzel segít Phineas-éknak is eltüntetni az aznapi találmányukat (nem szándékosan, hanem véletlenül). A család nem tud Kerry munkájáról. Phineas és Ferb egyszer véletlenül bejutnak a főhadiszállásra, de Phineas azt hiszi, hogy Ferb építette (Ferb pedig hiába mondja, hogy nem ő volt, Phineas meg se hallja); így Kerryék nem buknak le.

## Doofenshmirtz család

### Dr. Heinz Doofenshmirtz
(szinkronhangja: Dan Povenmire, magyar hangja: Háda János)
Egy 45 éves boldogtalan őrült tudós, aki gonosz céllal vállalkozást alapított: Doofenshmirtz Gonosz RT. Alapvetően egy komikus figura. Európából származik egy Gimmelstump nevű városból (nevéből ítélve Németországból, esetleg Belgiumból vagy Ausztriából). A doktori címét 15 $-ért vásárolta. Az ördögi terveiről Kacsacsőrű Kerry főnöke mindig tudomást szerez és Kerryt küldi el, hogy elbánjon Dr. Doofenshmirtz-cel. Ő mindig számít rá és csapdát állít Kerry-nek (később már azt is nehezményezi, hogy Kerry csak úgy betör hozzá, ahelyett, hogy a bejárati ajtót használná). Amíg Kerry fogságban van, mindig elmagyarázza, hogy melyik gonosz tervét milyen céllal követi el, vagy éppen mik voltak az előzményei (ez természetesen elsősorban a nézőknek szól). A rajzfilm végén mindig azt mondja, hogy "Légy átkozott, Kacsacsőrű Kerry!" Van családja, de elvált feleségétől Charlene-től és van egy közös lányuk, Vanessa, aki tudja, hogy apja egy őrült tudós, de Charlene ezt nem hiszi el neki.
Kinézet: barna hajú, nagy orrú, görbe hátú idős férfi, fekete pólót és fehér köpenyt visel

### Vanessa Doofenshmirtz
(szinkronhangja: Olivia Olson, magyar hangja: Mics Ildikó majd Nemes Takách Kata)
Dr. Doofenshmirtz 16 éves gót lánya. A szülei elváltak, az anyjával jó a kapcsolata, az apjával már kevésbé. Vanessa tud apja Gonosz RT.-jéről, és arról, hogy az apja egy őrült tudós (erről anyját is próbálja meggyőzni (akárcsak Candace Lindát, de neki sem sikerül)) és tud Kerryről is. Kerryt nem akadályozza, de nem is segíti. Dr. Doofenshmirtz gyakran szeretne lánya kedvére tenni, pl. a 16. születésnapjára bulit szervez neki, sőt Kerry is segít feldíszíteni egy termet Vanessának. A vele történt események is keverednek a Flynn-Fletcher családéval, tudtukon kívül; pl. amikor a mosodából Candace Vanessa ruháit kapja meg Vanessa pedig Candace-ét.
Kinézet: fekete hajú, zöld szemű és mindig fekete ruhát visel

### Charlene Doofenshmirtz
Heinz Doofenshmirtz volt felesége és Vanessa édesanyja. Linda Flynnel ugyanabba a főzőiskolába járnak. Jó kapcsolatot ápol a lányával, de nem hiszi el neki, hogy a volt férje egy őrült tudós.

## További szereplők

### Jeremy Johnson
(szinkronhangja: Mitchel Musso, magyar hangja: Moser Károly)
Egy kedves 15 éves srác, aki tetszik Candace-nek és úgy tűnik, Jeremy sem közömbös iránta. A "véletlen" folytán mindig ott van, ahol Candace (és persze ott, ahol az események zajlanak). Van egy kishúga, Suzy, akit nagyon szeret. Suzy előtte megjátssza a jó kislányt, de amikor nem figyel, gonosz dolgokat eszel ki, pl. Candace ellen. Candace és Bufford félnek tőle.
Kinézet: szőke hajú, zöld szemű, zöld inget, barna pólót visel

### Isabella Garcia-Shapiro
(szinkronhangja: Alyson Stoner, magyar hangja:Kántor Kitty)
Phineas és Ferb legjobb barátja, tetszik neki Phineas, de az erre utaló jeleket Phineas nem veszi észre. Minden részben megkérdezi Phineas-t, hogy mit csinálnak és felajánlja a segítségét, gyakran a barátnőit is beszervezi.
Kinézet: fekete hajú, fehér pólót és lila szoknyát visel

### Monogram Őrnagy
(szinkronhangja: Jeff "Swampy Marsh, magyar hangja(i): Rudas István/Bácskai János)
Kacsacsőrű Kerry főnöke, minden részben ő adja Kerrynek az utasításokat. Segítője, Karl, aki a technikai dolgokkal foglalkozik és helyettesíti főnökét, ha éppen nem ér rá.
Egy későbbi részben kiderül, hogy nem Kerry az egyetlen ügynökük, hanem több állatot is alkalmaznak titkosügynökként.
Kinézet: ősz hajú és zöld egyenruha van rajta

### Stacy Hirano
(szinkronhangja: Kelly Hu, magyar hangja: Dögei Éva)
Candace legjobb barátnője, ritkán szerepel személyesen, de minden részben beszél Candace-szel telefonon. Ha valami érdekes történik Candace-szel, azt Stacy tudja meg először. Azon kevesek egyike, aki tud Phineas és Ferb találmányairól (pl. játszott velük minigolfot és együtt buliztak a rögtönzött tengerpartjukon). Mindig próbálja meggyőzni Candace-t, hogy élvezze a nyarat és felejtse el az öccseit. Néhány részben énekel is.

### Buford Van Stomm
(szinkronhangja: Bobby Gaylor, magyar hangja: Láng Balázs)
Phineas és Ferb barátja és iskolatársa. Közép-atlantikai akcentussal beszél, valószínűleg Hollandiából vagy Németországból származik. Nagydarab fiú, mindenki fél tőle, mert kicsit erőszakos. Valójában nem bánt senkit, sőt sok dologtól fél (pl. Jeremy kishúgától, Suzytól). Van egy aranyhala: Pofon (angolul: Biff). Ő is tud érzékeny lenni, de amikor sír, azt mondja, hogy "csak a szemén keresztül izzad".

### Baljeet Rai
(magyar hangja: Csík Csaba)
Phineas és Ferb barátja és iskolatársa. Nevéből ítélve Indiából származik. Nagyon okos és félénk fiú. Legnagyobb félelme, hogy rossz dolgozatot ír matekból és Bufordtól is tart, nem szeret vele együtt dolgozni. Phineas és Ferb egyszer segítenek neki teleportálót építeni a Marsra.

### Meep
(magyar hangja(i): Bodrogi Attila, Bácskai János(bajuszfordítóval)
Kis, aranyos földönkívüli lény. Mindig azt mondja, hogy "meep". Igazából intergalaktikus titkosügynök. Főellensége Meach-nek, az idegen orvvadásznak.

### Meach
(magyar hangja: Varga Tamás)
Intergalaktikus orvvadász, akinek az idegen nyelvét egy bajusz formájú gép fordítja le. Meep ősellensége.

### Irving Du Bois
(eredeti hangja: Jack McBrayer, magyar hangja: Pálmai Szabolcs)
Phineas és Ferb legnagyobb rajongója és barátja.

### Jenny
Candance másik barátnője. Jenny csak néhány részben szerepel, hippi. Az egyik részben galambfutamon vett részt a békéért máskor galamb formájú zselatint készített.

### Hányingerterminátor
Egy epizód erejéig tűnik fel. Kerry végzete lesz. Doofenshmirtznél jobban végzi a munkáját. Állandóan kiabál és megjegyzéseihez villámokat időzít.

### "Gonosz lány"
Szintén egy epizód erejéig tűnik fel. Doofenshmirtzzel vacsorázik és a végén egymásba szeretnek. A nevét nem mondják, de "Gonosz lányként" említik egy dalban mert szereti a gonoszt. Az epizód végén eltalálja egy sugár Doofensmirtzt és vége a kapcsolatnak.

## Fordítás
- Ez a szócikk részben vagy egészben  a   List of characters in Phineas and Ferb című angol Wikipédia-szócikk fordításán alapul.  Az eredeti cikk szerkesztőit annak laptörténete sorolja fel. Ez a jelzés csupán a megfogalmazás eredetét és a szerzői jogokat jelzi, nem szolgál a cikkben szereplő információk forrásmegjelöléseként.